# Крахаль
Крахаль — станция (населенный пункт) в Новосибирском районе Новосибирской области России. Входит в состав Барышевского сельсовета.

## Название
Первоначально станция называлась Крохаль: пути железной дороги пролегали через болото, где обитала птица крохаль, в честь которой и было дано наименование. Позднее написание было изменено на современное.

## География
Площадь станции — 23 гектаров.

## История
Станция основана в 1934 году, тогда же появился железнодорожный вокзал. После постройки железной дороги в Крахаль стали заселяться жители: возводились жилые здания, была прокопана канава для дренажа и проложена асфальтовая автомобильная дорога. Построена также была водонапорная башня, работавшая около 50 лет (позже строение снесли, была устроена система водоснабжения).

## Население
| 2002 | 2007 | 2010 |
| ---- | ---- | ---- |
| 592  | ↗656 | ↘636 |

## Инфраструктура
На станции по данным на 2007 год отсутствует социальная инфраструктура.
Возле станции располагается одноимённая железнодорожная станция.